# الجراف (رداع)

تعديل مصدري - تعديل

حارة الجراف هي إحدى حارات مدينة رداع أحد مدن محافظة البيضاء، بلغ تعداد سكانها 240 نسمة حسب تعداد اليمن لعام 2004.